# Vincenzo Caglioti
Vincenzo Caglioti (Soriano Calabro, 26 maggio 1902 – Roma, 1º dicembre 1998) è stato un chimico italiano.
Fu presidente del CNR dal 1965 al 1972.

## Biografia
Vincenzo Caglioti si laureò in chimica presso l'Università di Napoli e diventò professore all'Università di Firenze nel 1936.
Nel 1938 passò all'Università degli Studi di Roma "La Sapienza" dove insegnò fino al 1977. Per molti anni diresse l'Istituto di chimica generale. 
Fece parte dell'Accademia Nazionale dei Lincei dal 27 agosto 1947 come socio corrispondente e dal 2 settembre 1957 come Socio Nazionale. L'Accademia nel 1957 gli assegnò il Premio Nazionale per la Chimica.
Il 12 marzo 1958 divenne socio dell'Accademia delle scienze di Torino.
L'Accademia Nazionale dei Lincei e l'Accademia nazionale delle scienze detta dei XL hanno bandito un premio internazionale intitolato a Vincenzo Caglioti.
Il figlio Luciano divenne anch'esso professore ordinario di chimica e alto dirigente del CNR.